# 天ぷら

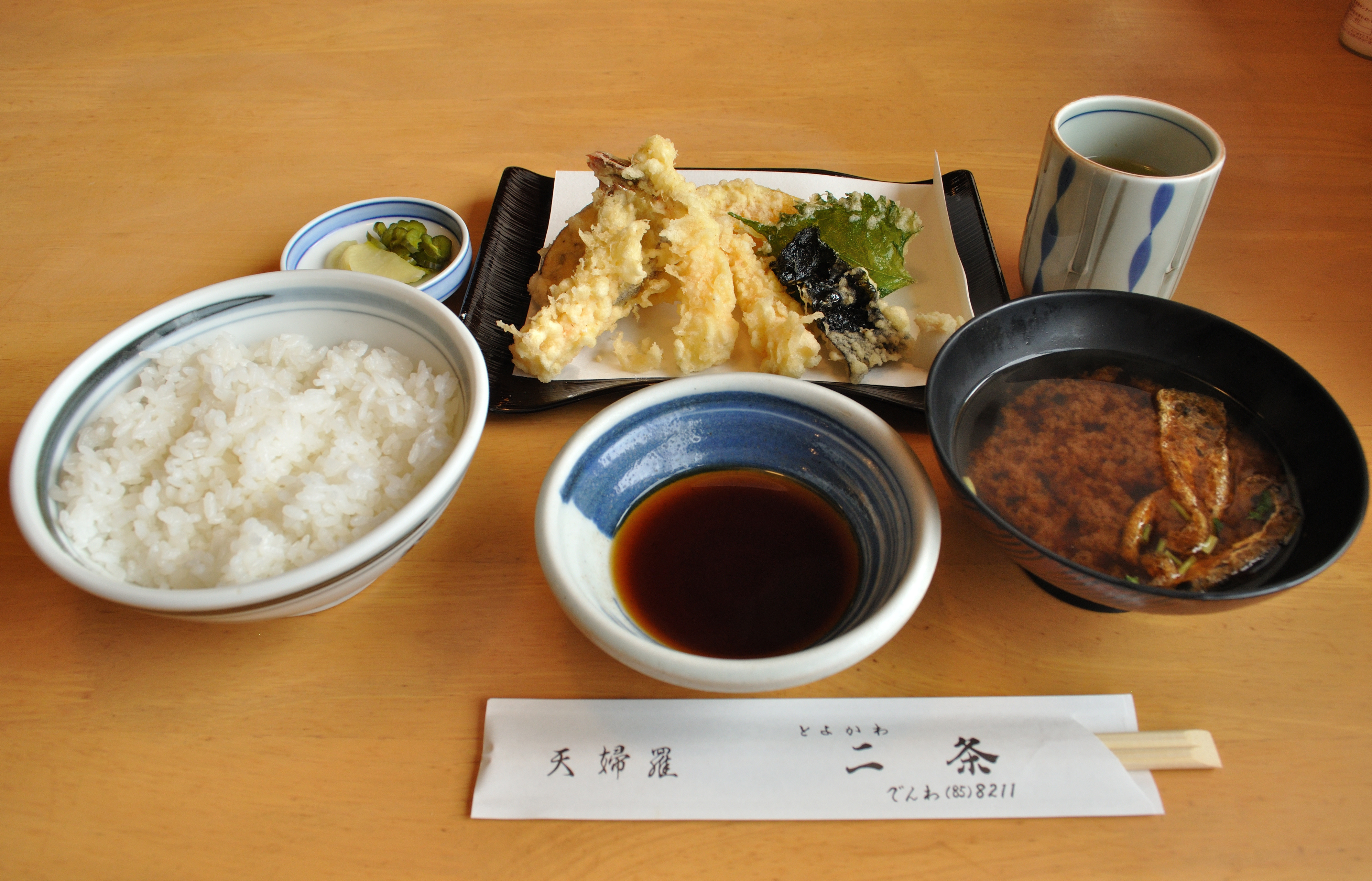
天ぷらの食事様式の例

天ぷら（てんぷら、天麩羅）は、魚介や肉、野菜等の食材を小麦粉を主体とした衣で包み、油で揚げて調理する日本料理である。
日本においては長崎天ぷらを起源にして東に伝わり、「江戸の三味」の一つ となり、江戸料理すなわち江戸（東京）の郷土料理となっている。現代では、天ぷらは日本国内外に広がっている。

## 概要
種（タネ）（または職人が使用する符丁としてのネタ）と呼ばれる食材を、小麦粉と鶏卵で作った衣をつけてから、天ぷら鍋などを使用して、食用油で揚げる料理である。日本人にとっては馴染み深い料理であり、元々は屋台で食べられた江戸庶民の大衆的な食べ物であった。現在でもスーパーマーケットなど小売店の惣菜や立ち食いそば店の定番種物として親しまれている庶民的な料理である一方、天ぷら専門店においては材料と調理に手間暇をかけた天ぷらを作る（#歴史を参照）。
天ぷら専門店や和食店などによる外食も盛んだが、自宅で作られる一般的な家庭料理にもなっている。日本の代表的な料理に挙げられることも多く、高く評価する外国人もいる。
当初の種としては、野菜（薩摩芋や蓮根のような根菜など）、次いで江戸前の芝エビや魚が使用された。江戸前の魚介類は多く使用され、野菜を天ぷら種とした物もどちらも「天ぷら」と呼ぶ事が一般的 となっている。精進料理を元とする野菜の天ぷらは精進揚げ（しょうじんあげ、しょうじあげ）と呼ばれる場合もある。

## 歴史

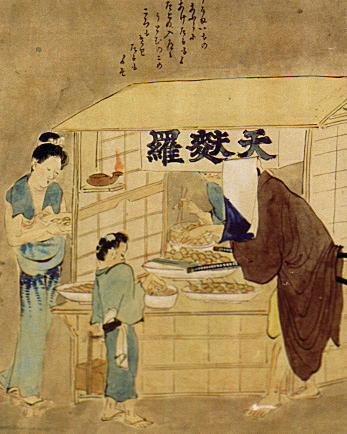
江戸時代の天ぷら屋台。鍬形蕙斎『近世職人尽絵詞』
1804年 - 1806年（文化元年 - 文化三年）

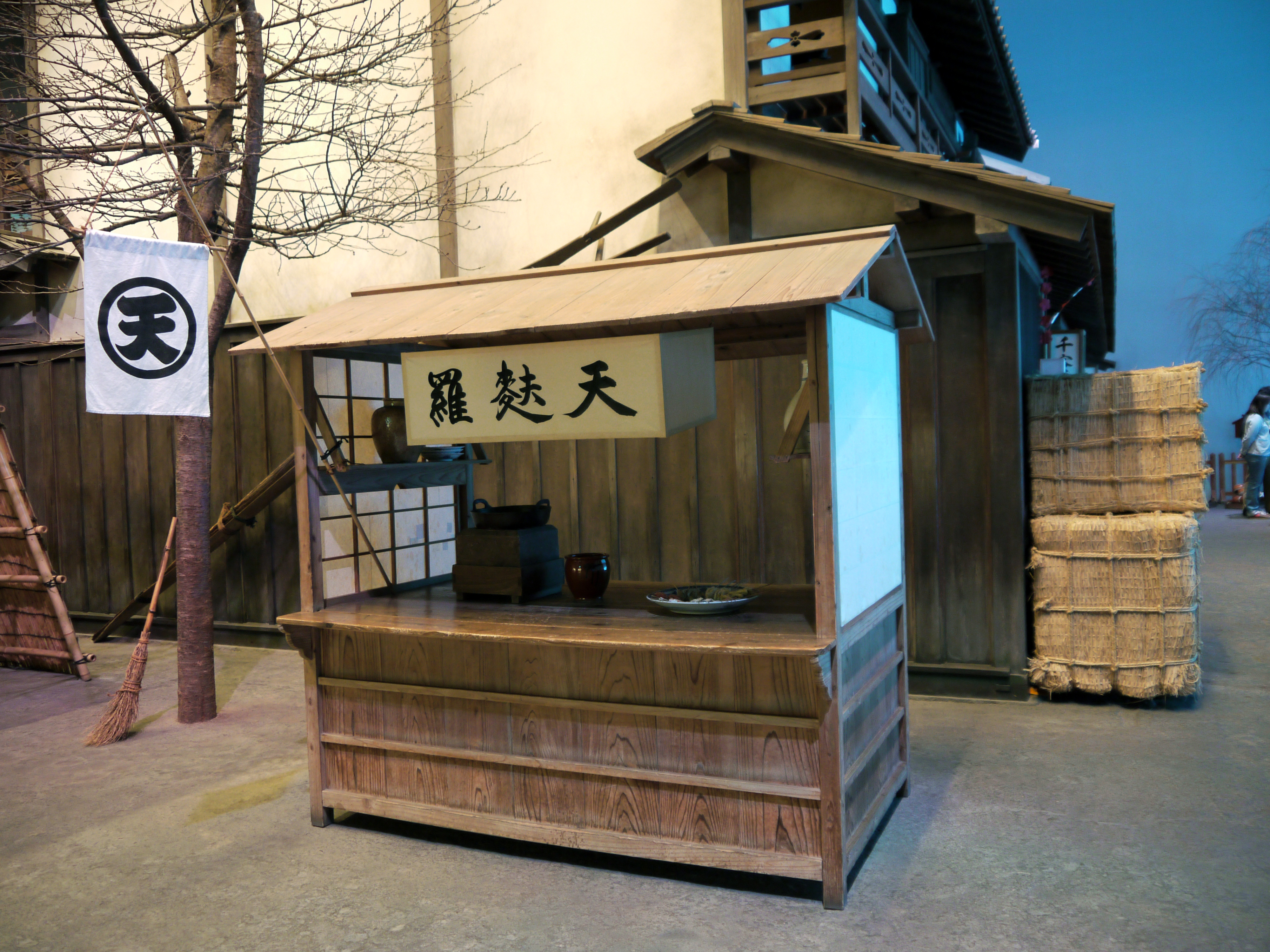
江戸後期と同じ技法と建材で再現された天ぷら屋台（深川江戸資料館）

奈良時代から平安時代にかけて中国から伝来した揚げ物は米粉などを衣にしたものであった。その後、16世紀にポルトガルのカトリック宣教師が小麦粉を使った西洋式の揚げ物の調理法を日本に伝えた。
「てんふら」という名称で文献上に初めて登場するのは、江戸時代前期の1669年（寛文9年）刊『食道記』である。ただし、「素材に衣をつけて油で揚げる」という料理法は既に精進料理や卓袱料理などによって日本で確立されていたため、それらの揚げ物料理と天ぷらの混同によって古くから起源・語源に混同が見られる。こうした経緯もあり、今でも西日本では「天ぷら」が、魚のすり身を素揚げしたもの（揚げかまぼこのじゃこ天や薩摩揚げなど）を指す 地域が広い。江戸時代の料理書では、これらの両方を「てんぷら」と称していた。『鸚鵡籠中記』の1693年（元禄6年）1月29日の項に酒肴として「てんぷら」についての記述があるが、どのような料理かは不明である。
16世紀には、南蛮料理を祖とする「長崎天ぷら」が誕生している。これは衣に砂糖、塩、酒を加えラードで揚げるもので、味の強い衣であるため何もつけずに食するものであった。これが17世紀に関西に渡り、野菜を中心としたタネをラードに代わりごま油などの植物油で揚げる「つけ揚げ」に発展する。そして、江戸幕府開府とともに天ぷらは江戸に進出、日本橋の魚河岸で商われる魚介類をごま油で揚げる「ゴマ揚げ」として庶民の間に浸透していったといわれている。当時の天ぷらはゴマ油で揚げることで魚の生臭さを消し、同時に魚介類の保存・賞味期間を少しでも延ばそうという狙いもあった。
天ぷらの作り方を示した文献としては、一般に『歌仙の組糸』（1748年、寛延元年）が初出であるとされるほか、『黒白精味集』（1746年、延享3年）ともされる。また、現代の天ぷらの料理法とほぼ同じものが詳細に明記された文献としては1671年（寛文11年）の『料理献立抄』などがある。この形が出来上がった江戸時代前期には、天ぷらは「天ぷら屋」と呼ぶ屋台において、揚げたての品を串に刺して立ち食いする江戸庶民の食べ物 であった。東京国立博物館蔵の『近代職人尽絵詞屋台の天ぷら屋』には、「江戸の三味」と呼ぶ天ぷらの屋台が描かれており、蕎麦、寿司、てんぷらの他、うなぎ屋などの屋台料理が盛んであった。江戸時代になってから油の生産量が増え、江戸の屋台で始まった天ぷらのメニューは大衆に広がっていった。
屋台ではなく天ぷら店として店舗を構えるようになったのは幕末近くであった。明治に入り、料亭や天ぷら専門店が広がるとともに大阪にも天ぷらが伝わることになる。大正時代の関東大震災において職を失った職人が各地に移り、各地へ江戸前の天ぷらを広めることとなった。また、関西の職人が上京したことから野菜揚げに塩をつけて食べる習慣も東京に広がった。その後、屋台の天ぷら屋は姿を消して、天ぷら専門の店舗が目立つようになった。また、下町では一種の総菜屋（あるいは、子供・学生向けのおやつや軽食）としての庶民向けの天ぷら屋も存在しており、織田作之助の小説『夫婦善哉』やその映画化作品 にもこうした天ぷら屋が登場している。
明治大学政治経済学部教授で文学者のマーク・ピーターセンは「イギリス人がおいしいものに鈍いせいか」と憶測を挟んだうえで"tempura"が初めて英語として現れたのは1920年のことであると説明している。

## 調理法

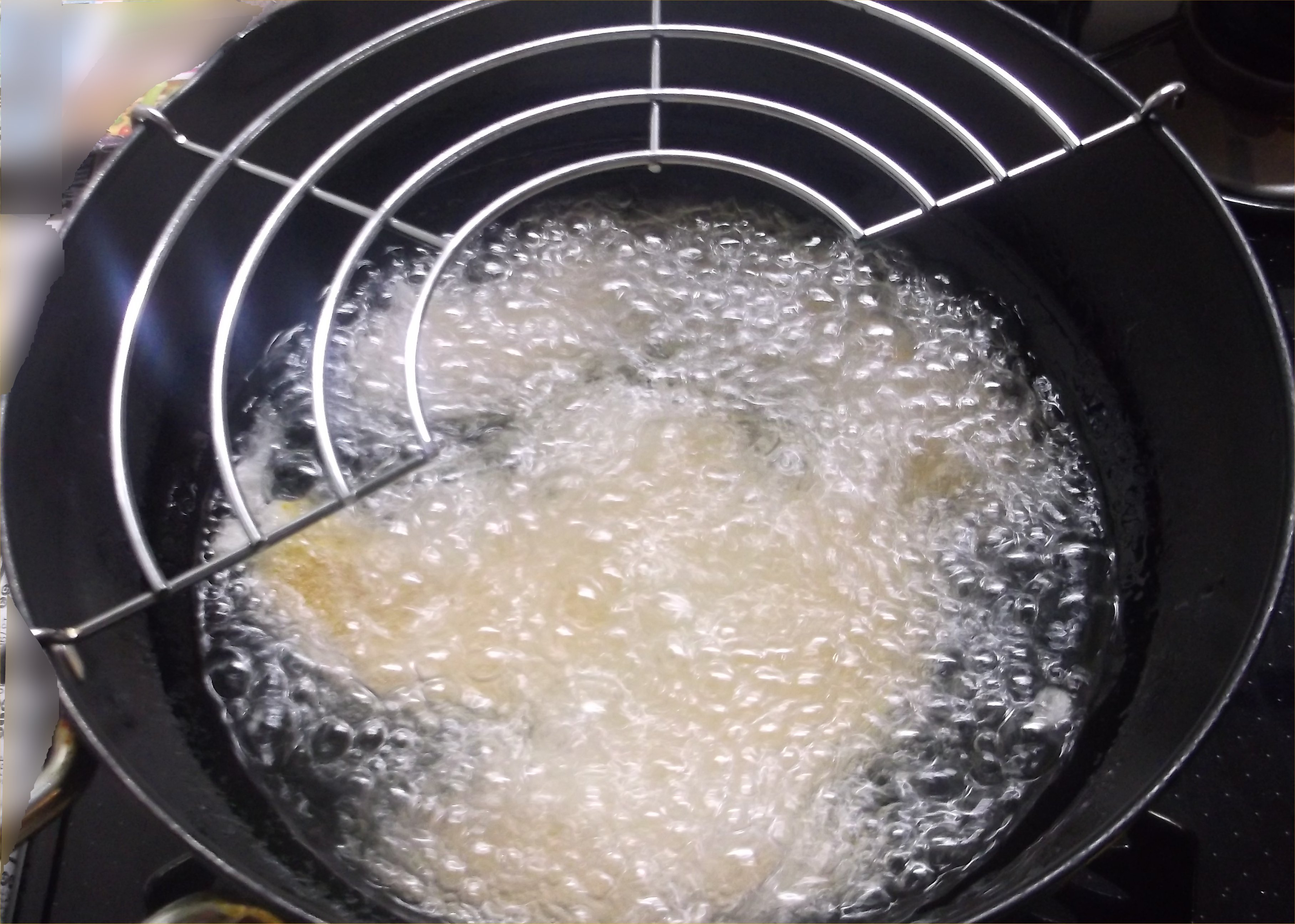
「天ぷら鍋」と「油切り」及び天ぷらを揚げている様子。泡は食材の水分が蒸発する水蒸気。

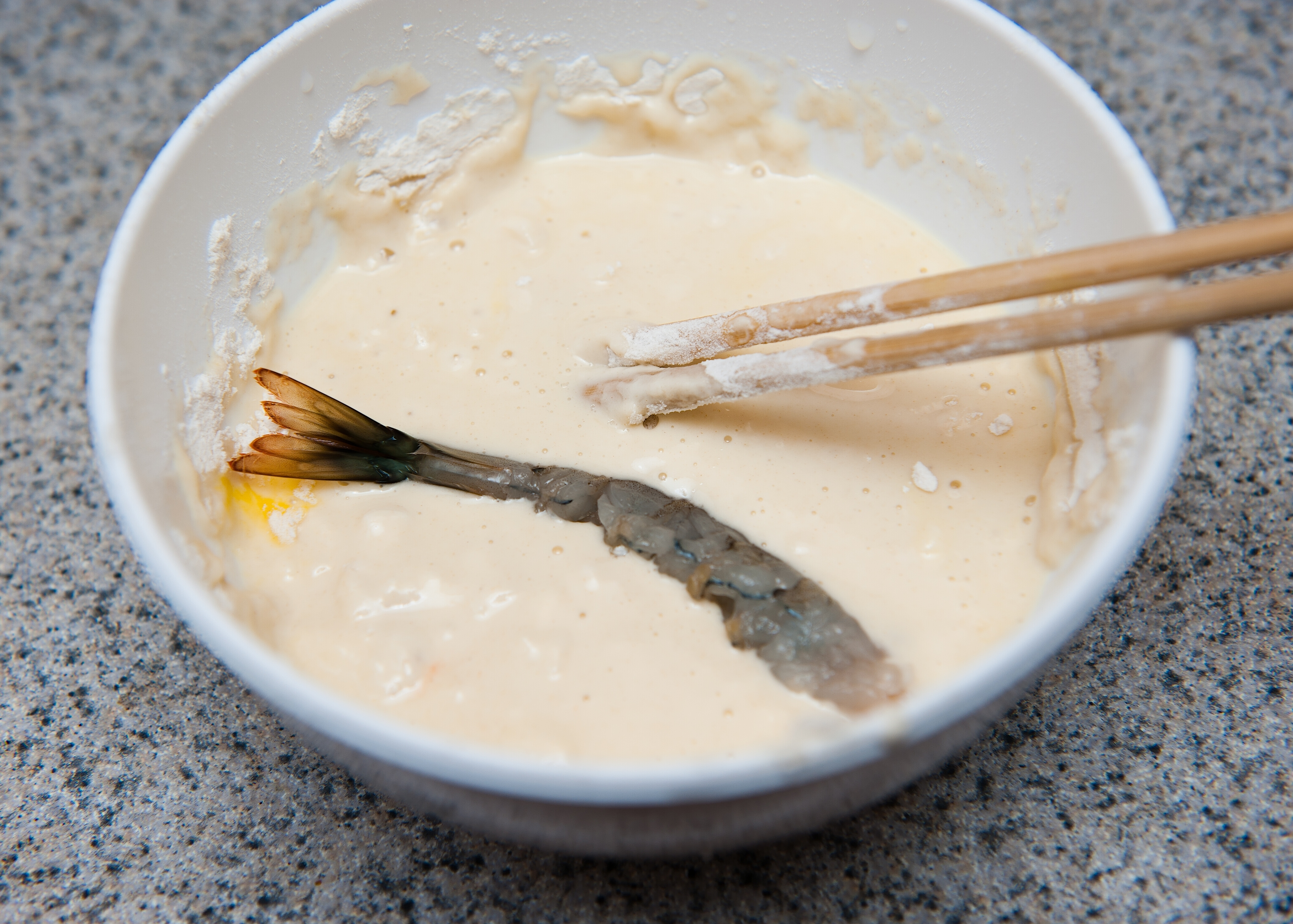
衣液に浸されたエビ

食材は下粉を打って（小麦粉をまぶして）から「衣液」に浸し、深い鍋（天ぷら鍋）を使用し多量の熱い油（160℃ - 180℃程度）で揚げることによって調理を行う。「華を咲かせる」とは揚げ終わったときに衣が広がって食感をよくさせることであり、この技法が使用されることがある。揚がった天ぷらは、天ぷら鍋に取り付けた「天ぷら網」あるいは「天台（天ぷらバット）」などに移して油を切る。中華鍋を代用する場合もある。

### 衣
一般的に、衣液は鶏卵、冷水、小麦粉（薄力粉）で作る。小麦粉は軽く数回サックリと混ぜる程度にして、グルテン生成を抑える。グルテンは天ぷらの揚げ上がりの食感を悪くするからである。グルテンにより衣に粘りが出てしまうことを「足が出る」という。グルテン生成の少ない、製粉後しばらく期間を置いた小麦粉を使うこともある。
一般的には水2ないし3に対し卵1の割合で「卵水」をつくり、同量の粉を合わせるが、水10に対し卵1の割合の卵水に同量の粉を合わせた衣を使うと、サクサクとした食感となる。仏教寺院などで精進料理として出される場合や、地域によっては卵を使用しない例もみられる。
一方、でん粉や米粉やベーキングパウダー（膨らし粉）などが加えられた「天ぷら粉」が業務用も家庭用も市販されている。天ぷらはかつては高い調理技術が求められ、家庭料理と料理人の作品には明らかに差が見て取れる難しい料理と考えられてきたが、ミックス粉の開発・普及により、素人でも気軽に作れる料理に変わりつつある。紫蘇の葉、山芋、抹茶、道明寺粉、ウニ、あられ、細かく切った春雨・蕎麦・素麺などを用いた変わり衣も用いられることがある。

#### 花
前述のように衣を散らせるように揚げることを「花を咲かせる」などと呼ぶ。揚げている通常の天ぷらに衣の元を箸などで散らすことで衣を増やす。一般的に技術を要するとされる。

### 揚げ油
揚げ油は天ぷらの香りを決定付ける重要な要素である。ごま油または綿実油を使用し独自に配合した揚げ油を使用する天ぷら店もある。
ごま油を使用すると衣がこんがりと色が付く「黒天ぷら」、サラダ油などを使用すると衣が白っぽい「白天ぷら」になる。他にも椿油、オリーブオイルや大豆油など様々な植物油を用いられる。屋台料理としての天ぷらは、高温のごま油で揚げた黒天ぷらが主流であったが、お座敷天ぷらは白くさっくりと揚がる太白油（非焙煎のごま油）を用いられ差別化が図られた。
江戸時代はごま油が高価であり、これが原因で天ぷらが庶民の口に入りづらく、天ぷらは高級な料理であった。この後、安価ななたね油の使用により天ぷらが庶民にまで普及が加速した経緯もある。
第2次世界大戦後の沖縄県では、物資不足の時代、食用油の代わりに機械油が用いられたこともあった（モービル天ぷら）。現在では食用油が安価に入手できるためにわざわざ機械油を食用にもちいることはない。また、日本本土でも揚げ油にひまし油が使用された例があり、風味は決して悪くないと主張する利用者も存在したものの、消化不良で、体調を崩したり、あるいは下痢に陥ったりした者もあったとされる。植物や鯨油などの動物由来の機械油なら食用の可能性はなくはないが、中には人体で消化できない油や、ひまし油のように確実に有害な油もあり、さらに石油由来の鉱物油の場合人体への重大な悪影響が考えられ、利用に耐え得る食材とは言えない。
食用油は空気に触れると酸化して変質する。油は数回の料理の後に適度に交換する方が良い。使用後はなるべく空気に触れない状態で冷蔵庫で保存する。

#### 使用後の揚げ油の処理
西洋風のフライ料理と同じく、天ぷらも廃油が残る。自治体は、水質汚染など生態系への悪影響や、下水道の詰まりを避けるため、廃油を排水口に流さないよう指導している。このため廃油を固化させて捨てやすくする凝固剤が市販されている。このほか、地球温暖化対策としての二酸化炭素（CO2）排出抑制のため、業務用（飲食店や惣菜工場）に使われた大量の廃油は回収されて、持続可能な航空燃料（SAF） を含むバイオ燃料の材料として利用される廃油もある。

### タネ

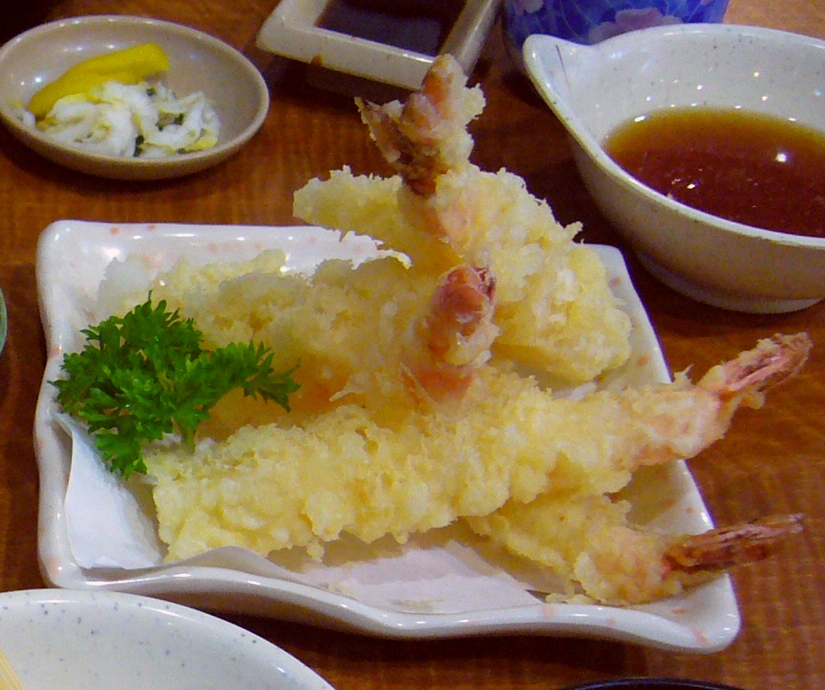
エビの天ぷら

「たね七分に腕三分」 と言われ、タネの素材とタネへの「仕事」が天ぷらの決め手とされている。魚介類や各種野菜・根菜のほか、キノコ類、タケノコ、海苔などの海藻など多くの食材が天ぷらのタネとされる。
ウド、タラの芽、ナス（茄子）などのアクのある野菜でも薄衣にしたり片面衣にしたりするなどして100℃以上の高温にさらすことで、えぐみや苦みが出にくくなる。但し、色の変化を防ぐために前処理する場合があることと、高温にさらすことがアクのある野菜全てに有効なわけではない。
江戸前天ぷらでは、新鮮な車えび、穴子、はぜ、きす、白魚、青柳、ぎんぽなどを主にごま油で揚げる。
油で揚げている最中にタネの温度が上がり急上昇すると、共に水分や空気を遮断する油中にあるため、衣に閉じ込められた空気や水分・水蒸気が衣を破ったり油を跳ねさせりすることがある。そのため、尾のついた海老を天ぷらとする際に、尾の先端を切り中に含まれる水分を抜くといった下処理を行うこともある。また、仕上りを美しくするために、タネに隠し包丁を入れたり筋切りをすることがある。高温の調理で硬くなるもの（ハマグリやイカなど）は、薄く切ったり、切れ目を入れたり、あらかじめ軽く湯がいたりするといった下ごしらえによって、衣も種も適度に揚がるように「仕事」をすることもある。

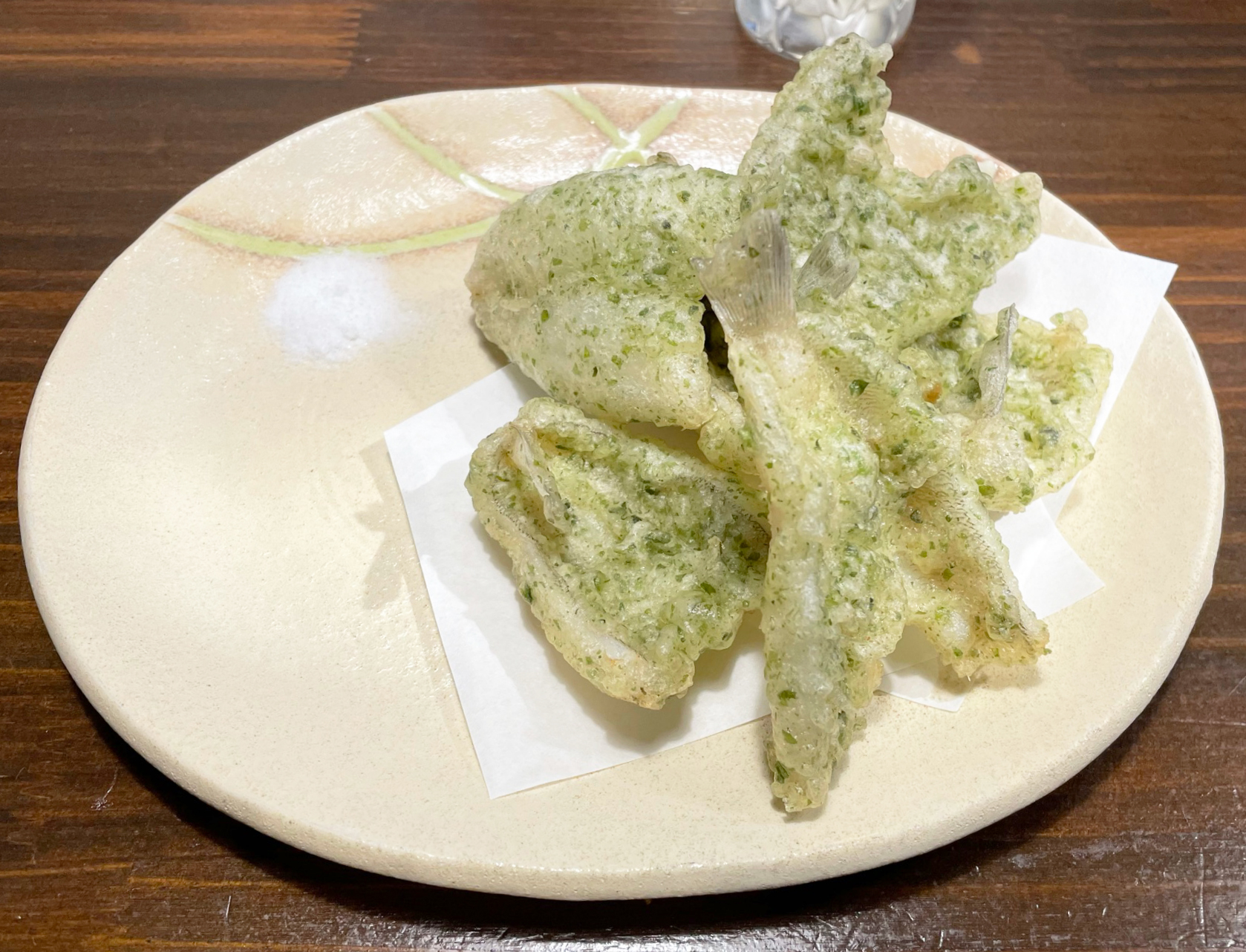
キスの磯辺揚げ

タネの名に「天」を付し「海老天」「ナス天」などと呼ばれることもある。また、芝海老や小柱などの細かく切り刻んだ、あるいは元から細かい野菜類や魚介類を衣と混ぜ合わせて揚げたものは「かき揚げ」と呼ぶこともある。江戸時代の『守貞漫稿』に「蕎麦屋の天ぷら」は「芝海老」だったと書かれており、かき揚げも天ぷらと呼び、天ぷら屋のメニューである。青海苔を入れた衣を使ったものや、板海苔をタネに巻いたもの、あるいは板海苔に衣を付けて揚げたもの（衣を種の片面だけに付けることもある）は「磯辺揚げ」（いそべあげ）とも呼ぶ。タネとしてはアナゴ、キス、海老、イカなどの魚介類、茄子、蓮根、カボチャなどが代表的であるが、これらに限定されず種々の魚介類や野菜に加えて、季節の山菜やキノコなど様々な食材を用いる。ちくわなどの練り物を使う場合もある。一部地域では鶏肉を使ったとり天（鶏天・鳥天）、かしわ天といったバリエーションもある。
牛肉や豚肉を揚げた料理は「肉天」「豚天」と呼ばれる。肉の場合「天」と付いていても、調味料で下味を付けたり、衣に片栗粉を使ったりするから揚げに近い調理法もある。
具が無く、天ぷらの生地のみを油で揚げたものも存在する。沖縄料理のカタハランブーもその一つである。

### 盛り付け

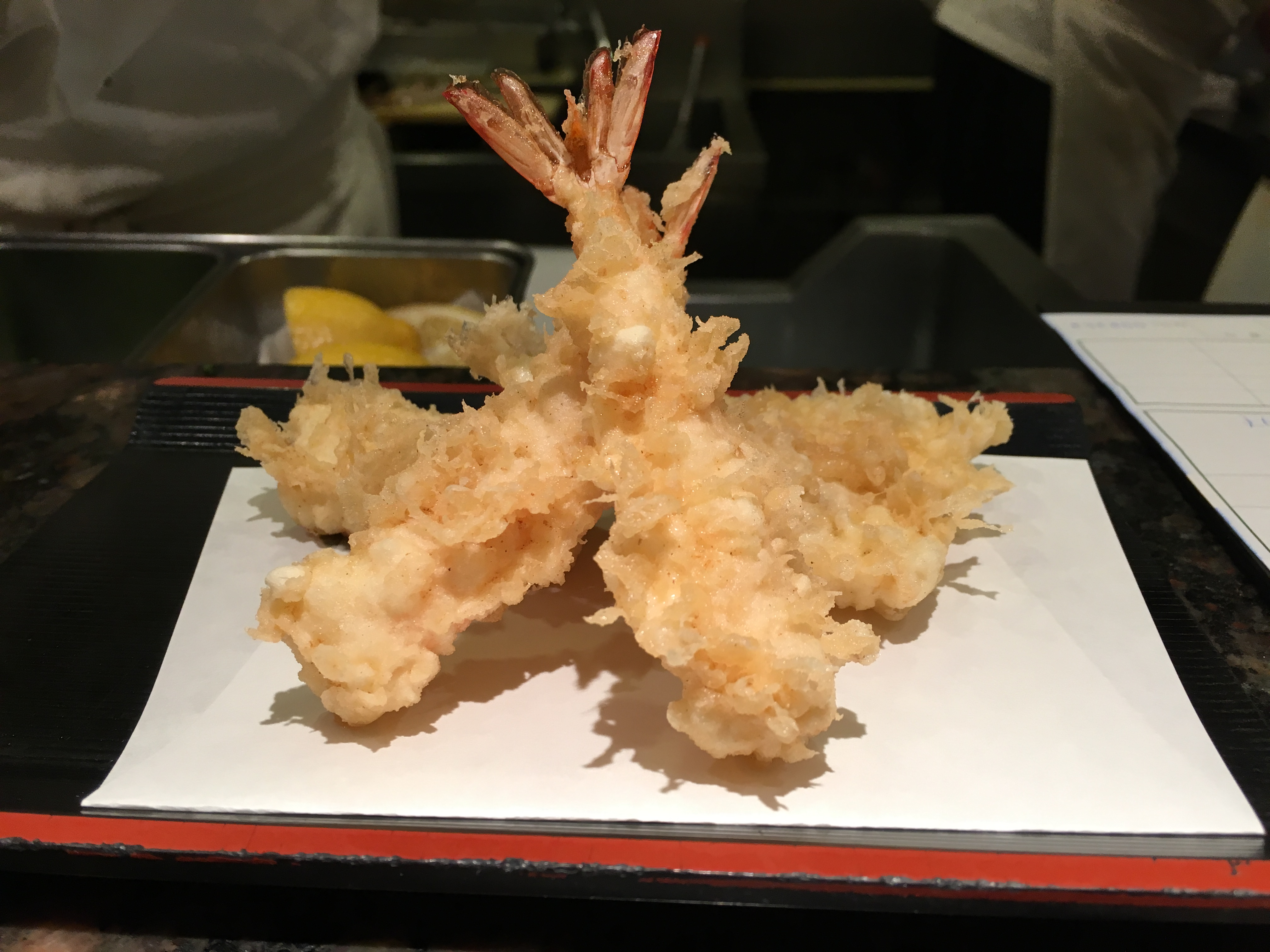
エビの天ぷらと敷紙

皿の上に、余分な油を吸う天紙を敷いて盛り付けられることが多い。その際に乱雑に盛るのではなく、盛り付け方にも拘られることがある。敷紙を半分に折る場合、紙を傾けて折られることがあるが、懐紙のマナーとして紙の左下を上に持っていく折り方（上にかぶさる紙の元々底だった辺が右肩下がりになる）だと祝儀、反対に紙の右下を上に持っていく折り方（同左肩下がり）だと不祝儀の折り方とされ、後者の折り方は避けられることがある。敷紙を折るとわずかに空間があき油を吸い込みやすくなり、また敷紙を折ることは染みた油が直接皿などに付くと敷紙が透けて見た目が悪くなるのも防いでいる。

## 語源
日本語「てんぷら」の語源については諸説あるが、下記のようにポルトガル語に由来すると推察する説が多い。
- 『オックスフォード英語辞典』では、英語の「tempura」の語源である日本語「tenpura」（てんぷら）の語源を、ポルトガル語でSeasoning（調味料）を意味する「tempêro」であるとしている[31][32]。
- ポルトガル語の「temperar」（動詞で「調味料を加える」「油を使用して硬くする」の意。三人称単数で「tempera」）または「tempero」（調理あるいは調味料の意）であるとする説[5][33][34][35]。
- スペイン語・イタリア語の「témporas」（天上の日、斎日（英語版）の意）であるとする説[33][34][36]。
- ポルトガル語の「temporras」（金曜日の祭り）であるとする説[33]。
- ポルトガル語の「templo」（寺の精進料理）であるとする説[33]。
- テンペラという絵具に由来するという説[33]。
- ポルトガル語の「temporal」（一時的な・臨時の）から来たとする説[37]。
- 油を「天麩羅」（あぶら）と書いていたものが後に音読されるようになったとする説[34]。
- テンピユラリ（天火揺らり）を語源とするとの説[34]。
- 女真族の料理が明国に伝わった塔不剌（とうふら）によるものとする説[38]。

また、漢字の「天麩羅」の由来についても諸説ある。
- 揚げ油の上辺（天）に、ゆらゆらする小麦粉（麩）さらに羅の印象を寄せ集めた当て字であるとする説[34]。
- 江戸時代の戯作者山東京伝による、「天竺浪人[注 4] がふらりと江戸に出てきて始めた」ことを由来とする創出という説[39]。
- 「天麩羅阿希（あぶらあげ）」といわれていたものの「阿希」が取れて読みが変わったものとの説[40][41]。

## 食べ方
江戸時代の屋台では現在の大阪の串カツのように、串に刺した天ぷらを共用の「つゆ」につけ、大根おろしと共に食べていた。当時の江戸の「つゆ」は現在の天つゆに比べてかなり甘辛く濃いものであったようで、それを丼飯に載せた早飯として天丼が誕生したとされる。現在でも東日本では家庭料理としては醤油をつけて食べることもあり、また「ぬれ天ぷら」と称して客に出される以前から甘辛いタレを含ませ、その味で食べさせる例もある。
一方、近畿地方ではだし汁（天つゆ）で食べる文化が発達し、現在の日本では天ぷらを単品として食べる場合は薄味の天つゆと共に供するのが一般的とされる。これは近代以降、特に関東大震災を契機として東西の食文化の交流が起こった結果であり、現在は東京の天ぷら専門店でも揚がった天ぷらは天皿、天つゆは呑水（とんすい）に入れて供される。天つゆは出汁と味醂と醤油と砂糖が基本となるつけ汁で、大根おろし、紅葉おろし、おろし生姜、柚子、山椒等が薬味として用いられる。
食材によっては塩や柑橘類の絞り汁で食べることもある。塩は粗塩や岩塩などの他、抹茶（抹茶塩・茶塩）、カレー粉（カレー塩）、柚子皮（柚子塩）、山椒、トリュフを混ぜた物も使用される。
西日本、特に和歌山県や沖縄県などではウスターソースをかけて食べることも一般的である。

### 天ぷらを使った料理
天ぷらを白飯にのせ、タレまたは塩味をつけた「天丼」や「天重」、かけ蕎麦・うどんにのせた「天ぷら蕎麦」「天ぷらうどん」、天ぷらと蕎麦を別々にした「天もり」「天ざる」「天せいろ」も一般的な料理であり、多くの蕎麦屋では丼類、麺類それぞれの最高級メニューとして花形を飾っている。天ぷらを卵でとじた「天とじ」もある。関東地方では、天ぷら蕎麦から蕎麦を抜いた「天ぬき」を提供する店も多い。他には、天ぷら（かき揚げ）を茶漬けにした「天茶」や、名古屋などには天ぷらをおむすびでくるんだ天むすもある。広島県尾道市や岡山県、岐阜県、青森県、北海道などでは、ラーメンの具（天ぷらラーメン、天中華）としても提供される。
大衆食堂や弁当のメニューとしても多くみられ、ご飯と共に食べる日本においては一般的な食べ物である。

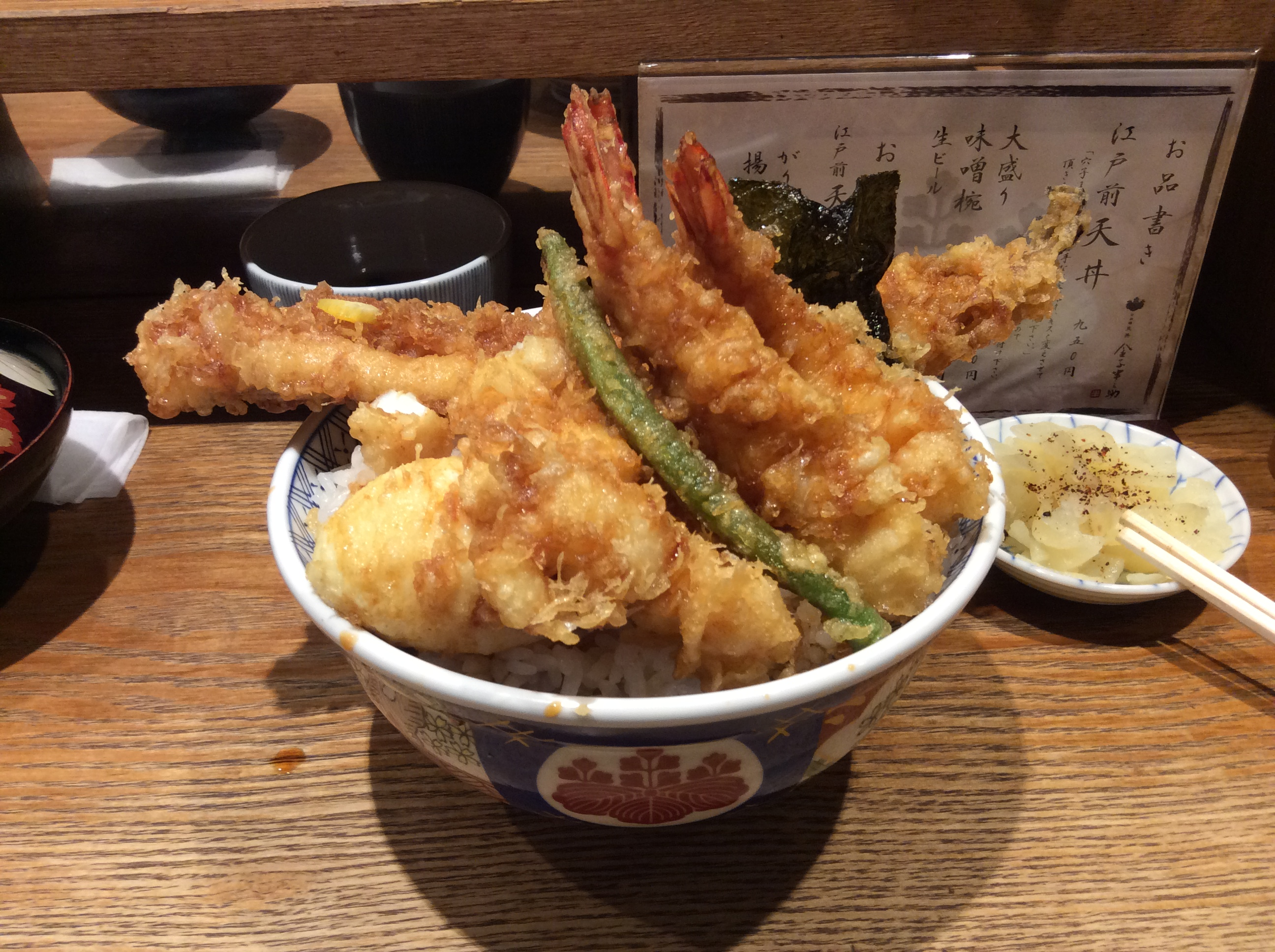
天丼
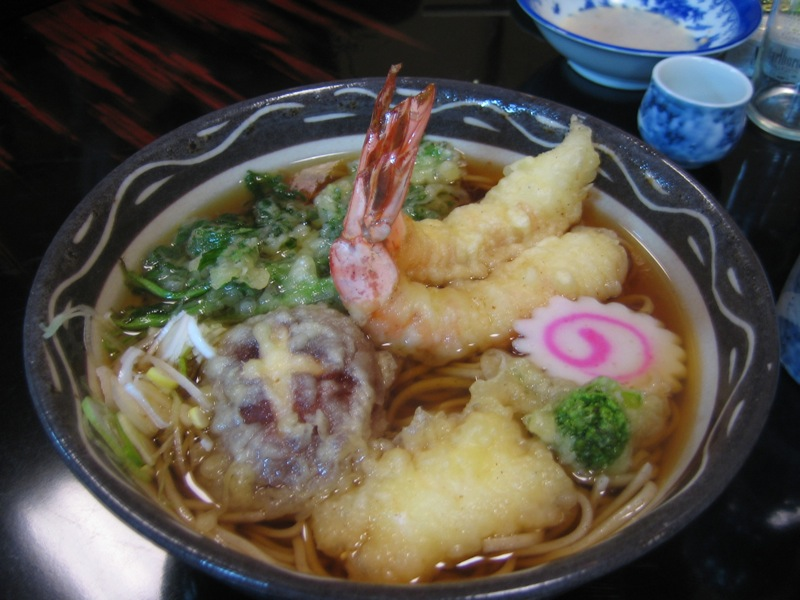
天ぷらそば
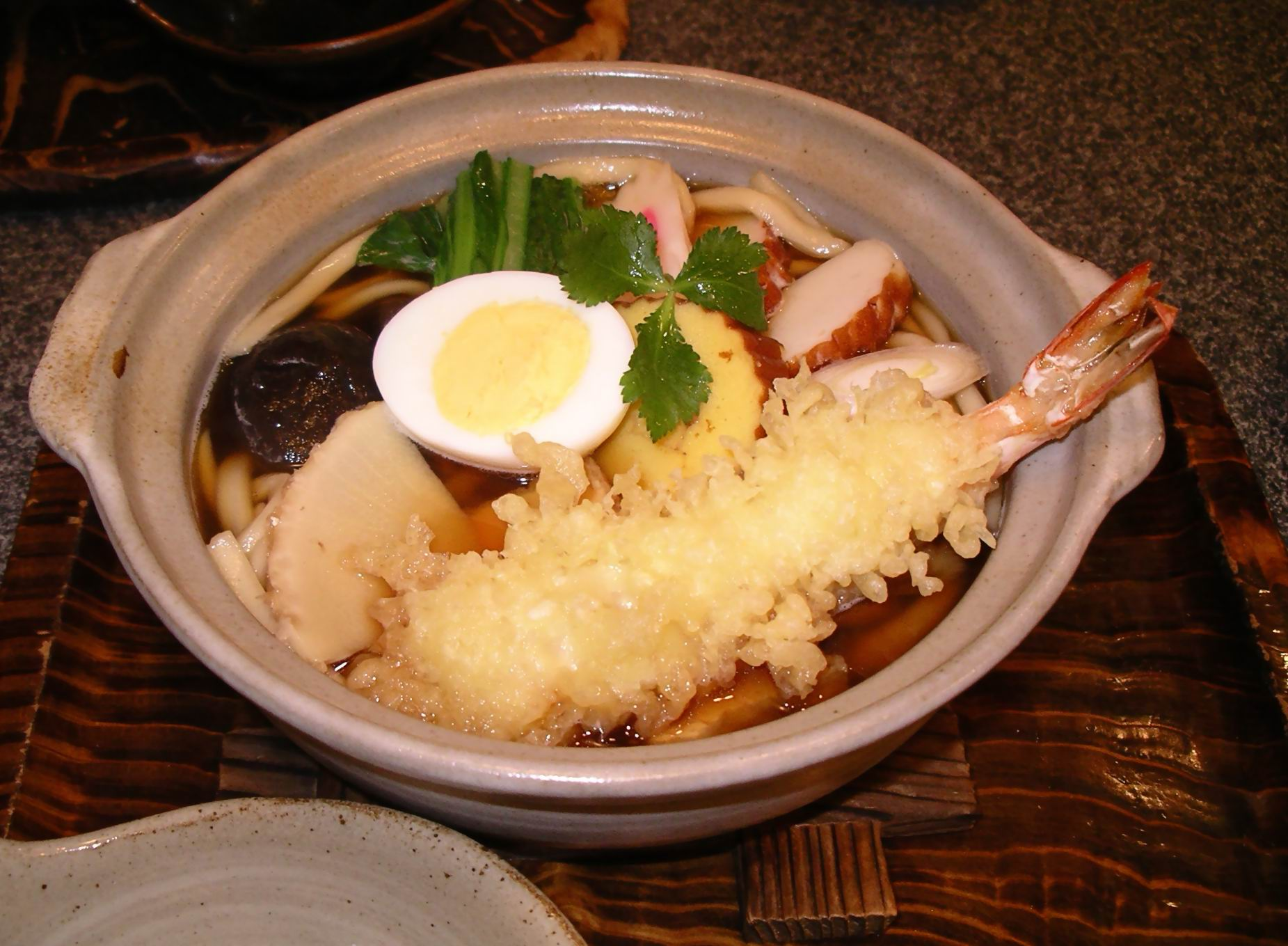
鍋焼きうどん

## 天ぷら屋（専門店）
寿司屋に似たカウンター形式となっていて、てんぷら種の入ったショーケースなどが備えられている。職人は客の目の前で調理をすることが多く、食感が良い揚げたての天ぷらを客へ提供する。
店舗は個人店や小規模チェーンが多い。全国規模の大規模チェーンとしてはロイヤルホスト系の「天丼てんや」がある。

## お座敷天ぷら
お座敷天ぷらとは、職人が座敷で客の目前で天ぷらを揚げる様式の料理である。一般にコースが定められているが、客の注文により好みの食材を揚げる場合もある。

### 金ぷら・銀ぷら
お座敷天ぷらにおいて、衣に卵黄を多く使ったものを「金ぷら」、卵白を使ったものを「銀ぷら」と呼ぶ。金ぷらには異説もあり、衣に蕎麦粉を使ったものを「金ぷら」と称していたとする説、揚げ油に椿油あるいは萱油を使ったものを「金ぷら」と称していたとする説 もある。さらに、蕎麦粉では風味はあれど衣が黒くなり高級感を欠くことから、黄色味を帯びたダッタンソバ粉を使用したともいわれている。金ぷらは文政年間に両国柳橋・深川亭文吉が創始したといわれ、屋台料理であった天ぷらを座敷で食べさせろという注文に応じた高級料理であったが、これを真似て考案された銀ぷらは評判が悪く「天ぷら道の邪道」と呼ばれすぐ姿を消した。一方金ぷらは、評判料理として現在も天ぷら専門店の品書きに名を残しており、卵黄・蕎麦粉・椿油と複数の条件を満たした調理例も見受けられる。

## 天ぷらの変わり種

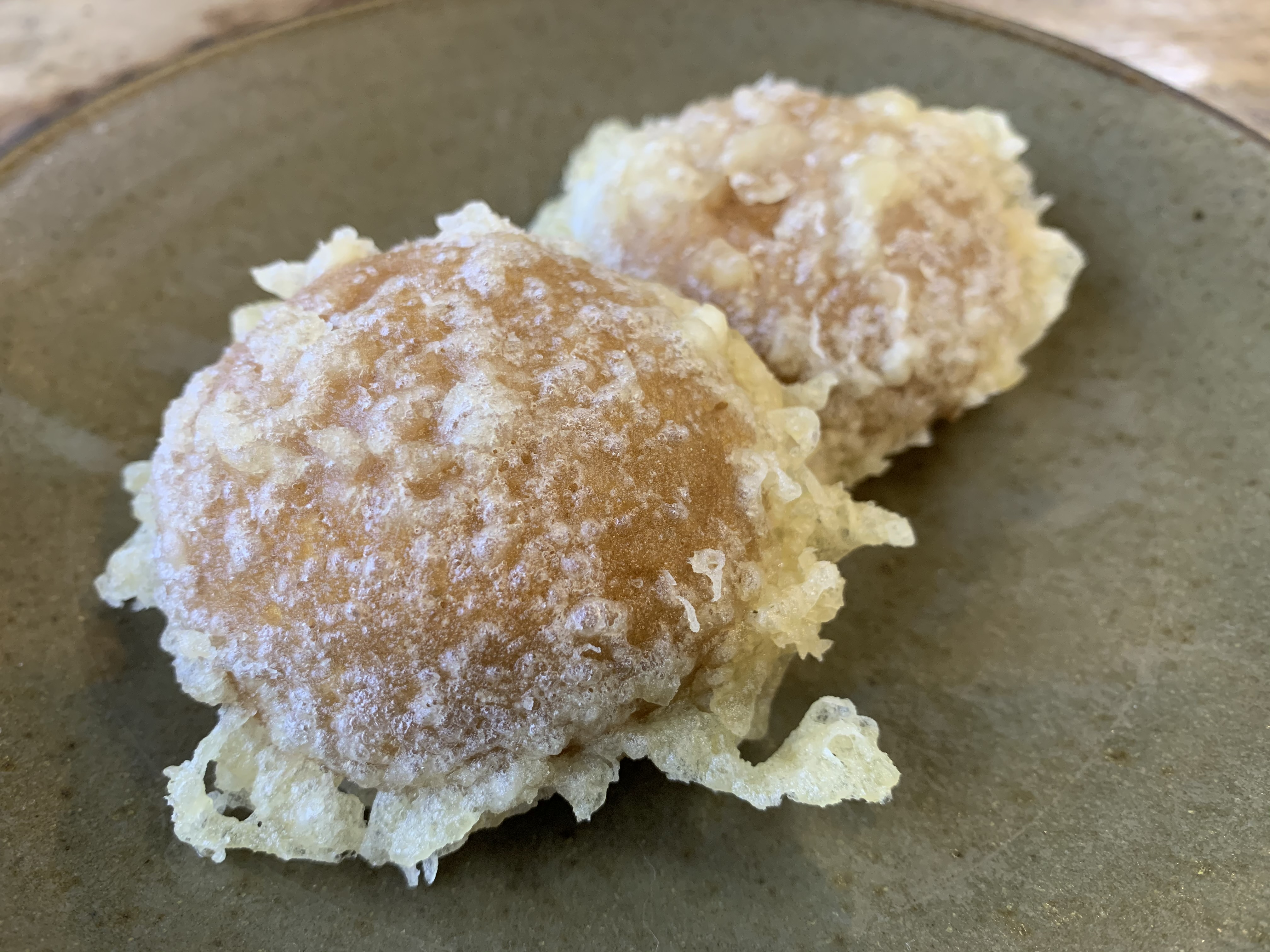
饅頭の天ぷら

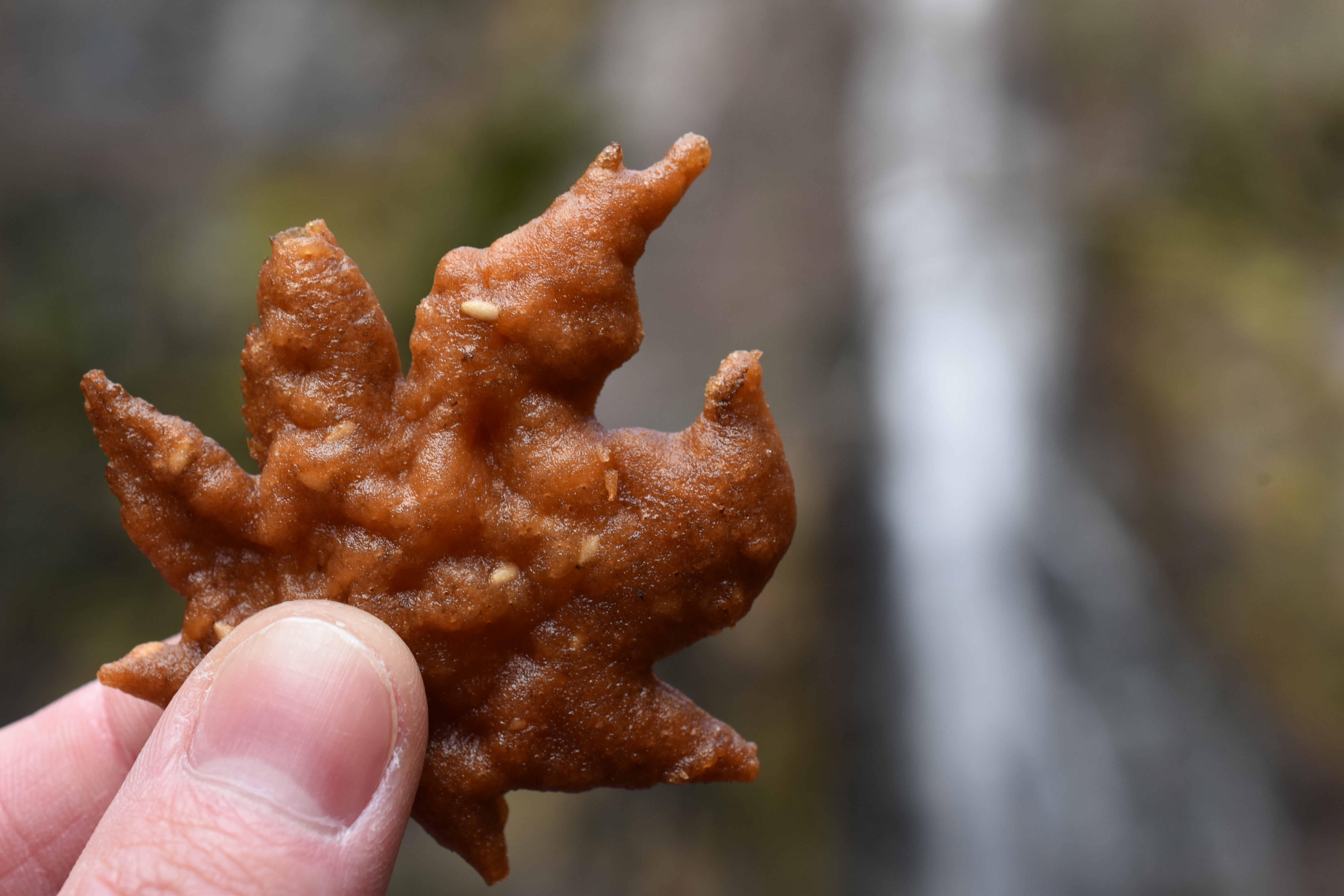
もみじの天ぷら

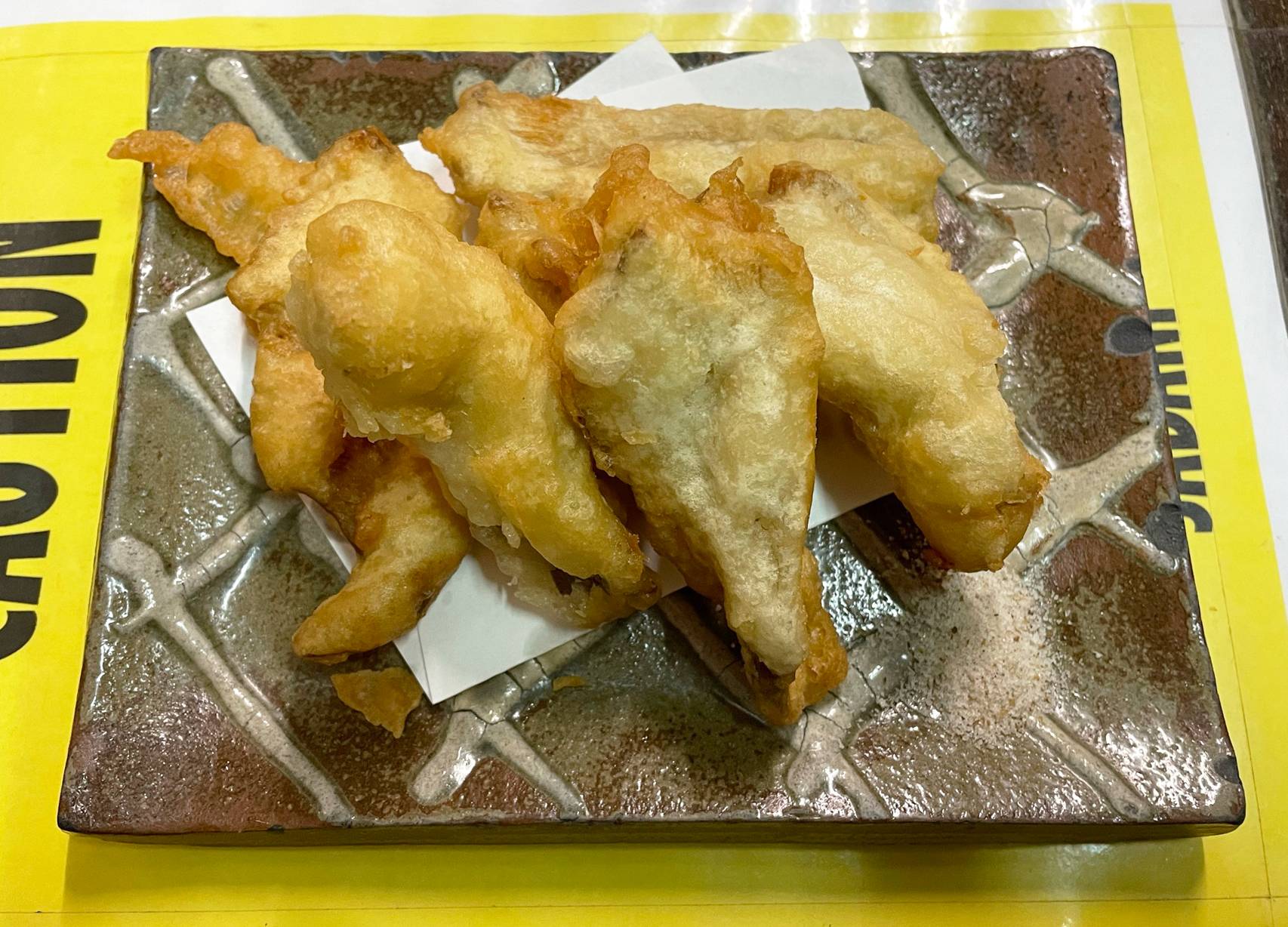
沖縄の、黒アワビ茸の天ぷら。皿の右下の茶色がかった塩は、沖縄産の風味豊かな焼き塩である。

アイスクリームの天ぷら冷たいアイスクリームを熱い油で揚げるが溶けていないということで話題となった。アイスクリームをカステラなど空気を多く含む素材で包み素早く揚げると、空気により内部への熱伝導が妨げられるためアイスクリームは溶けない。放置すれば溶け出すので、出来立てを素早く食す。
饅頭の天ぷら主として酒饅頭に衣を付けて揚げたもので、一部は揚げ饅頭として商品化されている（「饅頭」参照）。福島県会津若松市では100年以上前から親しまれており、おやつとしてだけでなく蕎麦の上に乗せるなどおかずとしても食されているほか、長野県南信地方でも食されている。広島県の宮島では「揚げもみじ」というもみじ饅頭の天ぷらが売られている。近年東京の浅草寺門前でも売られている。
納豆の天ぷら納豆を水でよく洗い、一つ一つに衣が付くようにして揚げたもの。茨城県内の旅館で食べることが出来る。
干し柿の天ぷら干し柿の中をくり抜き、辛子を詰めて衣を付けて揚げたもの。衣にはフリッターのものを使用することもある。
梅干の天ぷら梅干に衣を付けて揚げたもの。普茶料理においては、梅干を水に一昼夜つけて塩気を抜いたものをシロップで甘く煮付け、これを衣に付けて揚げる。さらに揚げた物を温めたシロップに漬けることもある。箸休めとして用いられる。
半熟卵の天ぷらうどんに入れられることが多い。

ウニの天ぷら溶けやすいウニを海苔や大葉などで巻いて揚げる。
モズクの天ぷらモズクの主産地である沖縄県で売られている。
ヒトエグサ（アーサ）の天ぷら同じく沖縄県で採取されるヒトエグサが使用される。
ラッキョウの天ぷら同じく沖縄県で栽培される島らっきょうが使用される。
寿司の天ぷら海苔巻きのものが多いが、にぎり寿司の天ぷらを出す店もある。ラスベガス・ロールの名で呼ばれるアメリカ合衆国の寿司の一種にも前者の体裁のものがある（「巻き寿司」を参照）。
リンゴの天ぷらリンゴを三つ葉の茎と一緒に揚げる。
いかだ牛蒡厚く切った牛蒡を包丁で叩いて柔らかくした後、薄い味付けで煮て、これをいかだ状にまとめて衣を付けて揚げたもの。
めんたいこ天ぷらめんたいこの特産地である博多で食べられる。
ビスケットの天ぷら岩手県西和賀町では、ビスケットにもち米粉と小麦粉で作った衣を付け、揚げて食べる。名称は天ぷらだがフリッター風。
もみじの天ぷら大阪府箕面市では、1年以上塩漬けにした食用もみじの葉に甘い衣をつけて揚げたものが販売されている。
とり天大分県の郷土料理
紅生姜の天ぷら大阪で食べられている。
沖縄県の天ぷら沖縄県で一般的な天ぷらは衣に味付けがされており、天つゆを用いずそのまま、あるいは沖縄産の塩や、ウスターソースをつけて食べる。長崎天ぷらに似た南蛮天ぷらの系譜で、本土の天ぷらよりも厚い衣の無骨な仕上がりとなっており、食事のおかずというよりも手づかみで食べるおやつ感覚の軽食である。
西洋野菜の天ぷらピーマンやパプリカ、ブロッコリー、カリフラワー、オクラ、アスパラガス、トマト、ズッキーニ、ジャガイモ、パセリなど近代に日本に入ってきた西洋野菜も天ぷらに出来る。

## 逸話
しばしば俗説では、徳川家康の死因はタイの天ぷらを食べたことと言われる。『徳川実紀』東照宮御実記附録巻十六には、以下のような話が記載されている。元和2年（1616年）1月21日、駿河国田中で鷹狩を行った際、家康は茶屋四郎次郎清次に上方での流行を尋ねた。四郎次郎は「タイをカヤの油で揚げ、その上にニラをすりおろした物をかけた料理」が流行っており、自分も食べたがとてもいい香りがしたと答えた。ちょうど榊原清久がタイを献上したこともあり、家康は調理を命じてその料理を食べた。家康はその夜に腹痛を訴えたという。
家康が死亡したのは三ヶ月後の4月17日であり、「一時回復したこと」や「食欲不振・胸のつかえ・腹部のしこり」などの症状から食中毒ではなく胃がんであるという見方が強い。
第15代将軍徳川慶喜は天ぷらを好み、直径5寸のかき揚げを専用の皿に載せて、ひいきにする城下の天ぷら屋より運ばせたという 逸話が残っている。

## 同名の食品
地方や地域によっては、本項とは異なる以下の食品のことを同じく「天ぷら」と呼ぶ。
- 薩摩揚げ：「白天」「えび天」「じゃこ天」など。
- 砂糖天ぷら（サーターアンダーギー）：砂糖を加えて甘くした生地を球状に丸めて揚げた沖縄県の菓子。[注 5]
- イカ天：スルメに衣をつけて油で揚げた加工食品。